# Journey to the End of the Night
Journey to the End of the Night è il primo album in studio del gruppo musicale progressive metal norvegese Green Carnation, pubblicato nel 2000.

## Titolo
Il titolo del disco è un riferimento a Viaggio al termine della notte, romanzo del 1932 di Louis-Ferdinand Céline.

## Tracce
1. Falling into Darkness – 2:33
2. In the Realm of the Midnight Sun – 13:42
3. My Dark Reflections of Life and Death – 17:50
4. Under Eternal Stars – 15:31
5. Journey to the End of the Night – 20:40

## Formazione

### Gruppo
- Christian "X" Botteri − chitarra, effetti
- Terje Vik Schei − chitarra
- Alf T Leangel − batteria
- Christopher Botteri − basso

### Ospiti
- Rx Draumtanzer − voce (tracce 3, 4, 5, 7)
- Linn Solaas − voce (4, 5)
- Synne Soprana − voce (1, 8)
- Vibeke Stene − voce (2, 3, 4)
- Atle Dorum − voce (2)
- Leif Christian Wiese − violino (4, 5, 7)